# Alan Walker (Musikproduzent)

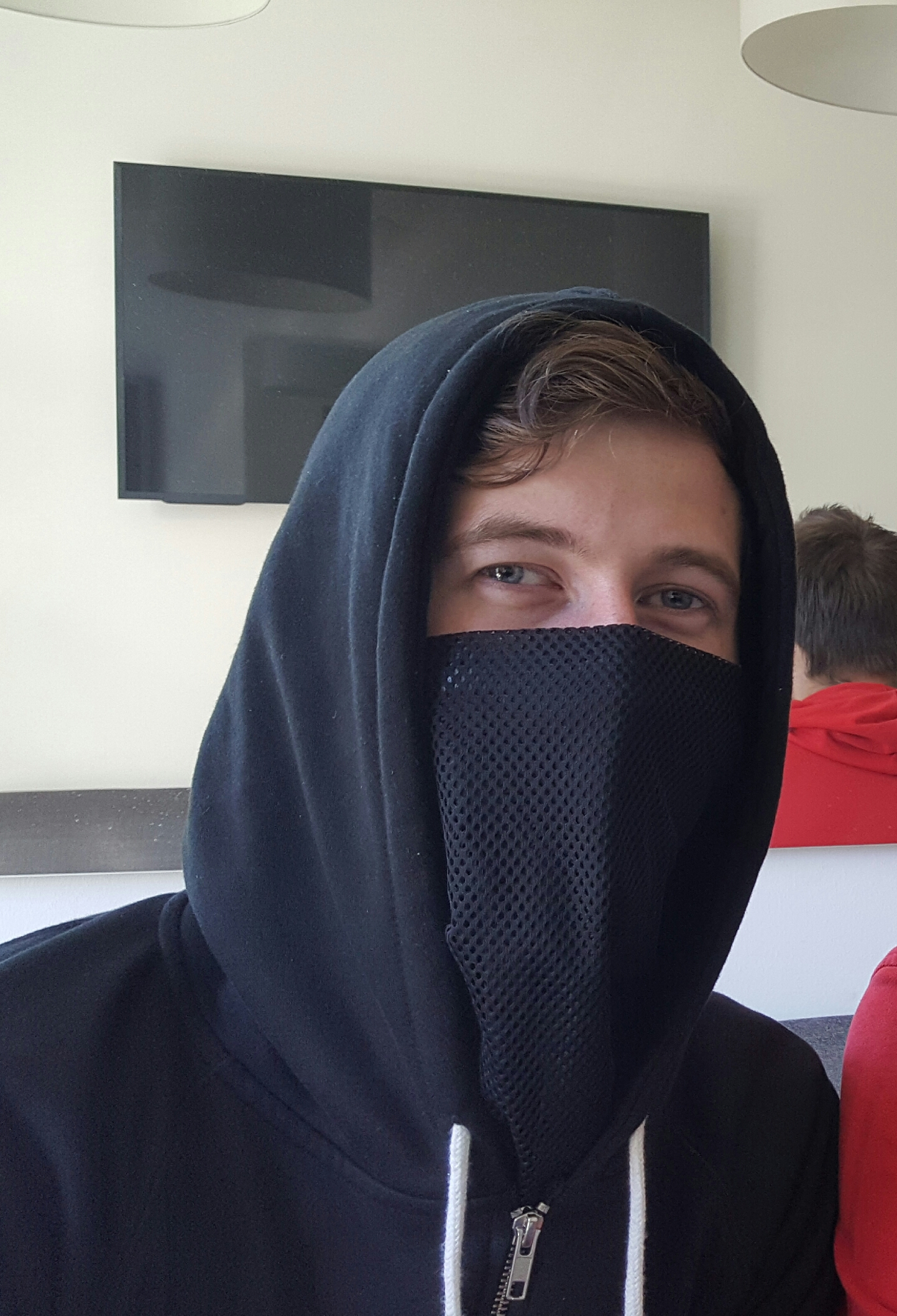
Alan Walker (2016)

Alan Olav Walker (* 24. August 1997 in Northampton, Northamptonshire, England) ist ein britisch-norwegischer EDM-DJ und Musikproduzent, der Ende 2015 durch die Single Faded bekannt wurde und auch unter dem Pseudonym DJ Walkzz produziert. Seit 2016 ist er neben seinen Tätigkeiten im Studio ebenfalls als DJ tätig und startete im selben Jahr seine erste Welttournee.

## Karriere

Logo aus den Buchstaben A und W, wie es Alan Walker in unterschiedlichen Varianten benutzt.

### Bis 2014: Musikalische Anfänge & NCS
Der Sohn eines Briten und einer Norwegerin zog im Alter von zwei Jahren mit seiner Familie aus Großbritannien nach Norwegen und lebt heute in der Stadt Bergen in Norwegen. Walker begann im Juli 2012 als DJ Walkzz und als Alan Walker Musik und Remixe zu produzieren. Diese Musikstücke wurden auf Soundcloud, YouTube & Spotify von ihm selbst zum Streaming angeboten. Veröffentlichungen folgten unter anderem aufgrund eines fehlenden Plattenvertrags nicht. Aktiv war er zu diesem Zeitpunkt noch insbesondere in den Bereichen der Trance-, Hardstyle- und Hands-Up-Musik. Mit dem Lied Something new…, das er am 20. Mai 2014 auf SoundCloud hochlud, veröffentlichte er eine Produktion, die stilistisch neu ausgerichtet war. Das Tempo des Liedes wurde auf unter 100 bpm heruntergesetzt, und das gesamte Sounddesign agierte anders. Die Tracks X und Chill, die zwischen Mai und Juli 2014 erschienen, schlossen an diesen Stil an. Am 17. August 2014 veröffentlichte er das Lied Fade auf SoundCloud und YouTube. Hierzu ließ er anmerken, dass er sich stilistisch an den Produzenten K-391 und Ahrix orientierte, die bei dem Plattenlabel NoCopyrightSounds unter Vertrag standen.
Wenige Monate nach dem Release von Fade wurde das Label NoCopyrightSounds, das die kostenlose Verwendung der folgenden Produktionen legalisierte, aber dennoch für Single-Releases auf Online-Musikdiensten sorgte, auf Walker aufmerksam und nahm ihn unter Vertrag. Ebenfalls sorgte es für ein Release des Tracks auf mehreren Streaming-Plattformen. Binnen kurzer Zeit entwickelte sich das Instrumentalstück zu einem großen Erfolg. Es konnte bei Spotify mehrere Millionen Streams und auf YouTube ebenfalls mehrere Millionen Klicks verbuchen. Mit Fade zeigte er einen neuen Stil, der stärkere Einflüsse von Progressive- und Electro-House aufwies. Die Follow-Ups Force und Spectre konnten an den Erfolg in verschiedenen Streaming-Portalen anschließen und wiesen im Vergleich zu dem Vorgänger ein um einiges schnelleres Tempo auf.

### 2015: Vertrag mit Sony & Faded
Im August 2015 gab er sein erstes Konzert. Mitte 2015 unterzeichnete Walker aufgrund des enormen Erfolgs von Fade einen Vertrag mit Sony Music, um für eine populärere Single-Veröffentlichung zu sorgen. Für die geplante Vocal-Version holte er sich die norwegische Sängerin Iselin Solheim ins Studio. Dieser Musikstil, eine langsame Art des Electro-House, wurde von der Zeitung Verdens Gang mit dem von Kygo verglichen.
Am 3. Dezember 2015 erschien die Reproduktion des Liedes Fade unter dem Titel Faded. Das Lied konnte in den norwegischen und den schwedischen und 2016 auch in den finnischen, österreichischen, Schweizer und deutschen Singlecharts Platz eins erreichen. In Deutschland stellte Faded mit 3,69 Millionen Streaming-Abrufen innerhalb einer Woche Ende Februar 2016 einen neuen Rekord auf. Zudem erreichte Faded im April 2016 den Status als erfolgreichste Single aus Norwegen.

### 2016: Fortwährender Erfolg mit Sing Me to Sleep & Alone

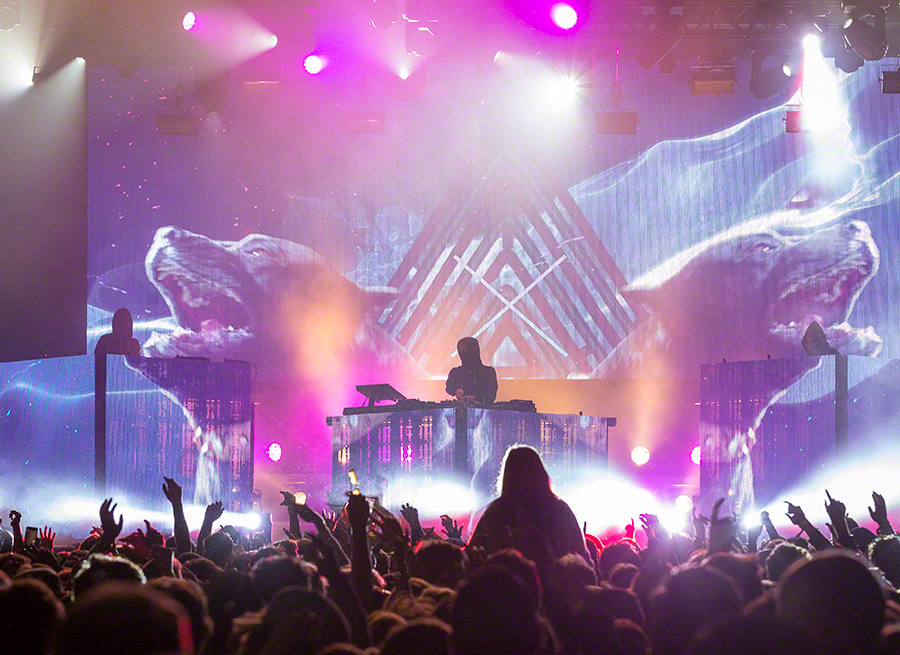
Alan Walker, 2016

Am 3. Juni 2016 veröffentlichte Walker die Single Sing Me to Sleep. Auch bei Sing Me to Sleep steuerte Solheim die Vocals bei. Vor dem Release der Single wurde eine Promotion-Aktion gestartet, bei der Teile des Liedes rückwärts gespielt auf YouTube hochgeladen wurden. Bereits in der ersten Woche gelang dem Lied der Einstieg unter anderem in die deutschen, norwegischen und britischen Single-Charts.
Mit der Veröffentlichung der Deluxe-Version ihres Albums This Is Acting am 21. Oktober 2016 erschien auch ein Remix von Walker zu Sias Lied Move Your Body. Er betonte dabei in einem Interview, dass er versuche, etwas anderes mit seinem persönlichen Sound zu machen, und produzierte damit erstmals seit langer Zeit mit einer Geschwindigkeit von über 120 BPM.
Am 30. November 2016 erschien das Instrumental-Stück Routine. Dieser entstand gemeinsam mit David Whistle, mit dem er als DJ Walkzz & DJ Ness bereits zusammengearbeitet hatte. Zweiter Track der Single war ein „Gamers-Mix“, der einen einstündigen Loop darstellt. Zudem ist dessen Titel als r0ut1n3 im Leetspeak-Stil gestaltet. Nachdem die Produktion vorerst nur sehr geringe Aufmerksamkeit erreicht hatte, wurde diese am 26. Dezember 2016 noch einmal als Free-Track veröffentlicht.
Am 1. Dezember 2016 veröffentlichte er die Single Alone. Diese versprach mit über 10 Millionen Aufrufen auf YouTube innerhalb von drei Tagen einen weiteren kommerziellen Erfolg. Das Lied stieg innerhalb kürzester Zeit in die Charts mehrerer Download-Plattformen ein und konnte weiterhin in der ersten Woche in unter anderem Schweden und Deutschland in die Top-100 vorrücken. Stilistisch schließt Alone an die Vorgänger an, wurde jedoch als erster Alan-Walker-Track nicht von Iselin Solheim gesungen, sondern von der schwedischen Singer-Songwriterin Noonie Bao, die unter anderem durch Aviciis und Nicky Romeros I Could Be the One sowie Fades Away bekannt ist. Das Lied rückte bis Januar 2017 in die Top 5 in unter anderem Deutschland, Schweden und der Schweiz sowie bis auf Platz eins in Österreich, Finnland und Norwegen.

### 2017: Single-Releases
Gemeinsam mit der Sängerin und Schauspielerin Sofia Carson produzierte er das Lied Back to Beautiful, das am 27. Januar 2017 als Single erschien. Bei diesem wird er nicht als Interpret genannt, jedoch wurde er vorab als Remix-Artist angegeben. Im Nachhinein wurde er unter anderem auf YouTube doch noch als Featuring-Artist aufgeführt. Parallel veröffentlichte Walker einen Remix des Liedes After the Afterparty von Charli XCX und Lil Yachty.
Im Laufe des Frühjahrs erreichte Walkers YouTube-Kanal 4,5 Millionen Abonnenten und 1,3 Milliarden Views, womit er sowohl zum meistgeklickten sowie auch zum meistabonnierten norwegischen YouTuber wurde. Am 30. März 2017 erreichte Faded eine Milliarde Klicks auf YouTube.
Am 10. April 2017 veröffentlichte Alan Walker die Instrumental-Version des Liedes Ignite. Dieses entstand in Zusammenarbeit mit K-391. Der Titel agiert als Werbesong für Sony und dessen neues Produkt, das Sony Xperia XZs. Die Promotion-Aktion erfolgte entsprechend von deren Seite aus. So wurden die Zuhörer aufgefordert, Codes in den veröffentlichten Teasern zu finden. Der Drop des Liedes basiert auf der K-391-Single Godzilla.
Am 29. April 2017 erschien ein Trailer für seine Dokumentationsserie „Unmasked“. Der erste Teil der Dokumentation erschien am 27. Mai 2017. In dieser Serie möchte Walker seinen musikalischen Weg von Anfang an zeigen und mit seinen Fans teilen.
Am 5. Mai 2017 erschien ein von Walker produzierter Remix zu Issues von Julia Michaels.
Zwei Wochen später erschien der Track Tired. Gesungen wird das Lied von dem irischen Musiker Gavin James. Norwegen ausgenommen, konnte der Song nicht an den Erfolg der Vorgänger anschließen und rückte lediglich bis auf die unteren Plätze der unter anderem deutschen und Schweizer Single-Charts. Im Airplay hingegen erreichte das Lied größere Aufmerksamkeit. Kygo veröffentlichte einen Remix zu dem Song, der ebenfalls größere Aufmerksamkeit erlangen konnte.
Das Future Music Magazine lud Ende Mai 2017 ein Video auf ihrem YouTube-Kanal hoch, in dem zu sehen ist, wie sie Alan Walker während einer Studio-Session begleiten. Walker erklärt dabei, wie er und sein Co-Produzent Mood Melodies das Lied Alone produzierten. Walker wirkt in dem Video sehr unsicher und vermittelt eine Plan- beziehungsweise Hilflosigkeit, wohingegen Melodies den Ablauf der Produktion detailgetreu vermitteln konnte. Dies hatte zur Folge, dass ein shitstormähnliches Auftreten an Kritik erfolgte, bei dem er von Fans, Foren und Online-Magazinen Vorwürfe erhielt, er würde seine Lieder nicht selbst produzieren. Andere Stimmen entkräfteten diese Aussagen mit der Begründung, dass Walker in früheren FAQs erzählte, er würde mit FL Studio produzieren, während im Video die Produktion mit dem Programm Cubase vollzogen wird. Beide Programme unterschieden sich grundlegend voneinander.
Am 6. Juni 2017 wurde ein weiteres Instrumental-Lied veröffentlicht. Mit dem Titel Sky bildete die Zusammenarbeit mit Alex Skrindo einen Teil eines Kompilations-Albums des Labels „Insomniac Records“. Bereits vorab war das Lied bei mehreren Live-Auftritten zu hören.
Am 13. September 2017 lud Walker einen Trailer zu World of Walker auf seinem YouTube-Kanal hoch. Was genau sich dahinter verbirgt, ist bis dato unklar. Untermalt ist der Trailer mit der originalen Vocal-Version der im April 2017 veröffentlichten Instrumental-Version zu Ignite.
Am 15. September 2017 veröffentlichte Walker das lang erwartete Lied The Spectre. Dieses verkörpert eine Reproduktion seines Liedes Spectre aus dem Jahr 2015. Die Reproduktion unterscheidet sich zum einen durch zahlreiche Änderungen des Instrumentals sowie auch hinzugefügtem Gesang von Jesper Borgen. Bereits am Vortag wurde ein Teaser veröffentlicht. Das offizielle Musikvideo erreichte innerhalb der ersten 24 Stunden eine Million Aufrufe auf YouTube.
Am 23. September 2017 erschien die zweite Episode seiner Dokumentationsserie Unmasked.
Am 23. Oktober 2017 veröffentlichte er einen Trailer zu seiner neuen Single All Falls Down, die am 27. Oktober 2017 erschien. Sie ist eine Kooperation mit Noah Cyrus und Digital Farm Animals. Sie bildet Walkers vierten Nummer-eins-Hit in Norwegen sowie seine sechste Platzierung in den deutschen Single-Charts.
Am 31. Oktober 2017 veröffentlichte Riot Games den Alan Walker Remix zu ihrer League of Legends Weltmeisterschaftshymne Legends Never Die, die eine Kooperation mit Against the Current bildete. Gemeinsam mit deren Frontsängerin Chrissy Costanza präsentierte er den Track bei der League of Legends World Championship 2017 im Nationalstadion Peking sowie beim Coachella 2018.
Am 17. November erschien sein Remix zu Aviciis und Rita Oras Song Lonely Together. Zwei Wochen später folgte der Remix zu Strongest von Ina Wroldsen.

### 2018: Single-Releases und Debüt-AlbumDifferent World
Im Jahr 2018 wurde Walker mit 17 Millionen Abonnenten zum Top-YouTuber in Norwegen. Am 16. Januar 2018, in einem Interview mit „Fuse“, verriet Walker, dass er Ende des Jahres ein Studioalbum veröffentlichen wolle. Dazu gab er preis, dass die Arbeiten „noch voll im Gange“ wären. Er könne „noch nicht viel über die Zusammenarbeiten erzählen“, aber er wäre wirklich „aufgeregt, diese zu präsentieren“.
2018 ging er unter anderem gemeinsam mit Kygo und Blackbear auf Tour.
Am 11. Mai 2018 veröffentlichten Walker und der norwegische Musikproduzent K-391 die Gesangsversion des Instrumentalstücks Ignite aus dem Vorjahr. Die Stimmen dazu sind von der norwegischen Sängerin Julie Bergan und dem südkoreanischen Sänger Seungri. Das Musikvideo wurde am 12. Mai 2018 auf dem YouTube-Kanal vom Leadkünstler K-391 veröffentlicht und zählt zurzeit etwa 200 Millionen Aufrufe. Die Single konnte Walker ein fünftes Mal an die Spitze der norwegischen Single-Charts bringen und erreichte mit 20 Tausend verkauften Einheiten Doppel-Platinstatus.
Am 27. Juli 2018 veröffentlichte Walker das Lied Darkside in Zusammenarbeit mit der von Ibiza stammenden Au/Ra und der norwegischen Sängerin Tomine Harket, der Tochter von a-ha-Frontmann Morten Harket. Nach Ignite erreichte auch dieser Song in seiner Heimat Platz eins. In Deutschland, Österreich und der Schweiz stieg er ebenfalls in die Top-100 ein.
Am 30. August 2018 veröffentlichte Alan Walker eine Re-lift-Version des Tracks Sheep von Sänger Lay, einem Mitglied der koreanisch-chinesischen Boygroup Exo.
Am 28. September 2018 folgte der Song Diamond Heart, der von der schwedischen Sängerin Sophia Somajo gesungen wird. Während sich die Single in Deutschland und Österreich wie auch der Vorgänger in der unteren Hälfte platzierte, rückte er in der Schweiz bis auf Platz 12 vor. In Norwegen erreichte die Single als viertes Release die Spitze.
Am 16. November 2018 übertrug Walker einen Livestream auf seinem YouTube-Kanal, in dem er die Zuschauer dazu aufrief, drei eingeblendete Links aufzurufen. Auf der folgenden Webseite wurde man vor eine Reihe an Rätseln gestellt, die man lösen musste, um eine Ankündigung freizuschalten. Wenn alle Links abgeschlossen und 100 % erreicht waren, wurde ein Video gezeigt, in welchem er ankündigte, dass er 2019 seine Different World Tour in Amerika absolvieren wird. Am 30. November 2018 erschien seine Single Different World, die in Zusammenarbeit mit unter anderem Sofia Carson und K-391 entstand, mit denen er bereits mehrfach kooperiert hatte.
Am 14. Dezember 2018 wurde sein erstes Studioalbum Different World veröffentlicht, das neben den Songs, die zu seinem Durchbruch führten auch eine Reihe an neuen Liedern, darunter Zusammenarbeiten mit Steve Aoki und Trevor Guthrie enthält.

### 2019: Kooperation mit PUBG Mobile
Am 21. März 2019 veröffentlichte Walker das Lied On My Way, das eine Kollaboration mit Sabrina Carpenter und Farruko darstellt. Der Track diente als Soundtrack der sechsten Staffel des US-amerikanischen Battle-Royale-Mobile-Game PUBG Mobile und konnte als Hintergrundmusik in der sogenannten Lobby des Spiels ausgewählt werden. Einen Remix des norwegischen Hardstyle-Duos Da Tweekaz präsentierte er gemeinsam mit dem Duo auf verschiedenen Festivals.
Am 25. Juni 2019 folgte Live Fast (PUBGM) mit dem Rapper A$AP Rocky als Feature-Track der achten Staffel des Spiels. Alan Walker trat infolge der Kooperation live auf den PMCO Spring Split Global Finals in Berlin auf. Die Titel On My Way und Live Fast (PUBGM) sind auch nach Ende der jeweiligen Season im Spiel zu hören. Auch wurden während der Seasons Skins und Kleidung mit dem Logo von Alan Walker hinzugefügt.
Am 17. August 2019 kündigte Alan Walker an, gemeinsam mit K-391 und Martin Tungevaag ein Remake zu dem Titel Eurodancer des schwedischen DJs und Produzenten DJ Mangoo aus dem Jahr 2000 veröffentlichen zu wollen. Am 30. August 2019 erschien das Lied Play als Endergebnis. Den Gesang dazu trug die norwegische Sängerin Torine bei. Auf der Website p74y.com konnte man daraufhin die Audiodateien des Liedes herunterladen und eine eigene Version des Liedes produzieren. K-391, Tungevaag und Alan Walker wählten aus den Resultaten jeweils eine Interpretation aus, überarbeiteten diese und veröffentlichten sie als Teil einer offiziellen Remix-EP.
Am 27. Oktober 2019 begann seine Aviation Tour, in der er erstmals mit einer Band auftrat.
Am 2. November 2019 folgte der Song Avem (Latein für Vogel), welchen Alan Walker seiner Aviation Tour und seinem Handyspiel Alan Walker-The Aviation Game widmete. Fünf Tage nach der Veröffentlichung von Avem beteiligte sich Walker an der Single Ghost von Sängerin Au/Ra, welche von dem Videospiel Death Stranding: Timefall inspiriert wurde.
Am 18. Dezember 2019 startete der Norweger auf seiner Website das Projekt The Walker Excavations. Ein Spiel voller Puzzle und Easter Eggs mit Teasern zu neuer kommender Musik und Content. Am 27. Dezember 2019 veröffentlichte er die Single Alone, Pt. II, die eine Kollaboration mit der US-amerikanischen Sängerin Ava Max darstellte. Der Track schließt thematisch nicht, wie der Titel suggeriert, an sein Lied Alone, sondern an On My Way an. Bei der Livepremiere um 9 Uhr (MEZ) waren zeitgleich 30.000 Zuschauer anwesend.

### 2020: End of Time
Am 6. März 2020 veröffentlichte Walker mit End of Time eine weitere Kollaboration mit K-391. Des Weiteren beteiligte sich der niederländische Produzent Ahrix an der Entstehung. Am 1. April 2020 veröffentlichte er das Lied Heading Home, das vom norwegischen Sänger Ruben Markussen gesungen wird. Am 15. Mai 2020 veröffentlichte er gemeinsam mit Hans Zimmer eine neue Version dessen Instrumentalstückes Time, welches Zimmer 2010 für den Soundtrack des Films Inception komponiert und produziert hatte. Am 28. Mai erschien sein Remix zu Selfish von Madison Beer. Am Folgetag trat er als Gast auf dem virtuellen Golden Hour Festival auf, auf dem Kygo sein am selben Tag erschienenes Album präsentierte.

## Öffentliches Auftreten

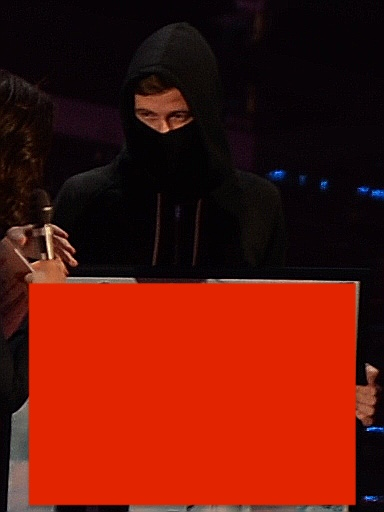
Alan Walker mitsamt seiner Maskierung bei den Wind Music Awards 2016

Bei seinen Auftritten trägt Alan Walker grundsätzlich ein Tuch, das sein Gesicht von der Nase abwärts verdeckt. Weiterhin trägt er immer einen Kapuzenpullover, dessen Kapuze er ins Gesicht gezogen trägt. Außer ihm stehen oftmals noch eine Menge anderer Personen im selben Look auf der Bühne, oftmals mit dem Rücken zum Publikum gerichtet. Auf diesem ist das Logo von Walker abgebildet. Sowohl das Tuch als auch der Hoodie entwickelten sich zu Markenzeichen des Musikers. Er selbst erzählte in einem Interview mit „It’s All About The Music“:

„Nun ja, es [Anonymität] ist nicht das Wichtigste auf der Welt für mich. Ich glaube einfach, dass es ganz cool ist, bedeckt zu sein und eine Art Künstlerimage zu haben, denn das ist alles, was du brauchst.“

Die Maskierung agiert jedoch nicht in vergleichbarem Maße wie etwa bei Marshmello oder Cro, die Wert darauf legen, grundsätzlich unerkannt zu bleiben. Es dient für ihn eher als ein Zeichen der Gleichheit zwischen ihm und seinen Fans, die Walkers genannt werden. Walker postet regelmäßig Bilder in sozialen Netzwerken, auf denen er auch ohne Tuch zu sehen ist, führt Interviews ohne Maskierung und ist auch bei zahlreichen Foto-Sessions vollständig zu erkennen.
Weiterhin erklärt er, ein Fan der Computerspiel- sowie auch Hacker- und Anonymous-Szene zu sein. Dies spiegelt er zum einen in seinen Musikvideos, zum anderen auch auf seiner Webseite wider. Insbesondere das visuelle Design des offiziellen YouTube-Uploads des Liedes Routine spielt auf diese Themen an. Im Musikvideo zu Alone spielt eine Webseite, über die die „Walkers“ kommunizieren, eine tragende Rolle. Diese Webseite ist tatsächlich unter „W41k3r.com“ zu finden, deren Schreibweise von Leetspeak inspiriert ist.

## Philanthropie
Alan Walker spendete in der Vergangenheit mehrmals für gemeinnützige Organisationen, welche alle das gemeinsame Ziel des Umweltschutzes haben.
Teile der Einnahmen des Songs All Falls Down spendete er 2018 an die World Wildlife Fund.
Bei der Spendenaktion Team Trees der US-amerikanischen YouTuber MrBeast und Mark Rober mit dem Ziel 20 Millionen US-Dollar zu sammeln für die Arbor Day Foundation um 20 Millionen neue Bäume zu pflanzen, spendete er 100.000 $
Bei der nachfolgenden Spendenaktion Team Seas mit einem Spendenziel von 30 Millionen USD zugunsten der gemeinnützigen Projekte The Ocean Cleanup und Ocean Conservancy um 30 Millionen Pfund Plastikmüll aus Ozeanen, Flüssen und von Stränden zu entfernen, spendete er 111.111 $.

## Diskografie
Studioalben

| Jahr | Titel                  | Höchstplatzierung, Gesamtwochen, AuszeichnungChartplatzierungen (Jahr, Titel, Platzierungen, Wochen, Auszeichnungen, Anmerkungen) | Höchstplatzierung, Gesamtwochen, AuszeichnungChartplatzierungen (Jahr, Titel, Platzierungen, Wochen, Auszeichnungen, Anmerkungen) | Höchstplatzierung, Gesamtwochen, AuszeichnungChartplatzierungen (Jahr, Titel, Platzierungen, Wochen, Auszeichnungen, Anmerkungen) | Höchstplatzierung, Gesamtwochen, AuszeichnungChartplatzierungen (Jahr, Titel, Platzierungen, Wochen, Auszeichnungen, Anmerkungen) | Höchstplatzierung, Gesamtwochen, AuszeichnungChartplatzierungen (Jahr, Titel, Platzierungen, Wochen, Auszeichnungen, Anmerkungen) | Höchstplatzierung, Gesamtwochen, AuszeichnungChartplatzierungen (Jahr, Titel, Platzierungen, Wochen, Auszeichnungen, Anmerkungen) | Höchstplatzierung, Gesamtwochen, AuszeichnungChartplatzierungen (Jahr, Titel, Platzierungen, Wochen, Auszeichnungen, Anmerkungen) | Höchstplatzierung, Gesamtwochen, AuszeichnungChartplatzierungen (Jahr, Titel, Platzierungen, Wochen, Auszeichnungen, Anmerkungen) | Anmerkungen                                                 |
| Jahr | Titel                  | DE | AT | CH | UK | US | Dance | NO | SE | Anmerkungen                                                 |
| ---- | ---------------------- | --- | --- | --- | --- | --- | --- | --- | --- | ----------------------------------------------------------- |
| 2018 | Different World        | DE39 (5 Wo.)DE | AT59 (4 Wo.)AT | CH15 (26 Wo.)CH | UK— GoldUK | US— GoldUS | Dance2 (222 Wo.)Dance | NO1 ×3Dreifachplatin · (145 Wo.)NO                                                                                                | SE15 Gold · (28 Wo.)SE | Erstveröffentlichung: 14. Dezember 2018 Verkäufe: + 930.000 |
| 2021 | World of Walker        | — | — | CH32 (1 Wo.)CH | — | — | Dance10 (2 Wo.)Dance | NO4 (25 Wo.)NO | SE33 (2 Wo.)SE | Erstveröffentlichung: 26. November 2021 Verkäufe: + 5.000   |
| 2022 | Walkerverse Pt. I & II | — | — | — | — | — | — | NO17 (2 Wo.)NO | — | Erstveröffentlichung: 18. November 2022                     |
| 2023 | Walkerworld            | — | — | — | — | — | — | NO18 (1 Wo.)NO | — | Erstveröffentlichung: 10. November 2023                     |

## Auszeichnungen
| Jahr | Auszeichnung                                      | Kategorie                       | Werk        | Ergebnis  |
| ---- | ------------------------------------------------- | ------------------------------- | ----------- | --------- |
| 2016 | Gullsnutten                                       | Musik des Jahres                | Alan Walker | Gewonnen  |
| 2016 | MTV Europe Music Awards                           | Bester norwegischer Act         | Alan Walker | Gewonnen  |
| 2016 | P3 Gull                                           | Newcomer des Jahres             | Alan Walker | Nominiert |
| 2016 | P3 Gull                                           | Lied des Jahres                 | Faded       | Nominiert |
| 2016 | Cannes Lions International Festival of Creativity | Entertainment for Music: Silver | Faded       | Gewonnen  |
| 2016 | EBBA Awards (von Eurosonic Noorderslag)           | European Border Breakers Award  | Alan Walker | Gewonnen  |
| 2017 | EBBA Awards (von Eurosonic Noorderslag)           | Public Choice Award             | Alan Walker | Gewonnen  |
| 2017 | Spellemannprisen                                  | Lied des Jahres 2016            | Faded       | Gewonnen  |
| 2017 | Brit Awards                                       | Britische Single des Jahres     | Faded       | Nominiert |
| 2017 | KKBox Music Awards                                | Künstler des Jahres             | Alan Walker | Gewonnen  |
| 2017 | KKBox Music Awards                                | Lied des Jahres                 | Faded       | Gewonnen  |
| 2019 | Spellemannprisen                                  | Spellemann des Jahres 2018      | Alan Walker | Gewonnen  |